# Gangcheng (köping i Kina)
Gangcheng (kinesiska: 港城, 港城镇) är en köping i Kina. Den ligger i den autonoma regionen Guangxi, i den södra delen av landet, omkring 140 kilometer öster om regionhuvudstaden Nanning. Antalet invånare är 71729. Befolkningen består av 35 034 kvinnor och 36 695 män. Barn under 15 år utgör 24,0 %, vuxna 15-64 år 69 %, och äldre över 65 år 6,0 %.
Genomsnittlig årsnederbörd är 2 190 millimeter. Den regnigaste månaden är juni, med i genomsnitt 361 mm nederbörd, och den torraste är oktober, med 42 mm nederbörd.